# Delphin Enjolras

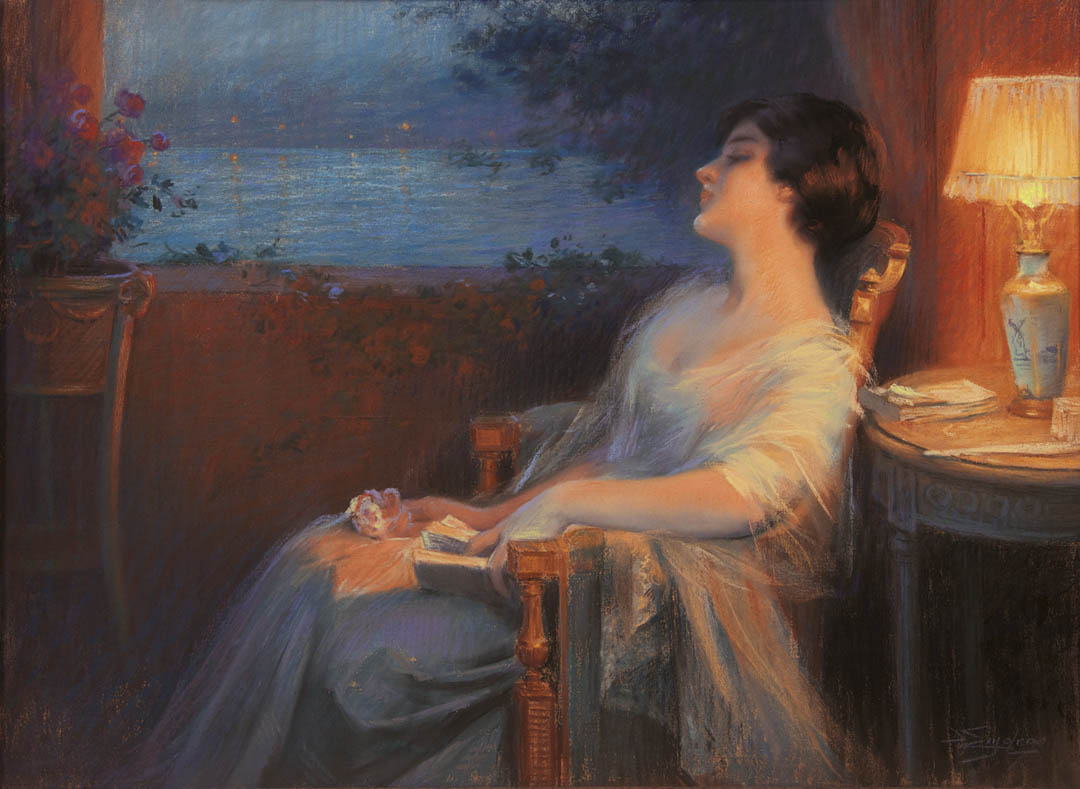
O murmúrio do mar

Delphin Enjolras (Coucouron, 13 de maio de 1857 - 23 de dezembro de Toulouse, 1945) foi um pintor acadêmico francês. Enjolras pintou retratos, nus, interiores e usou principalmente aquarelas, óleo e pastéis. Ele é mais conhecido por seus retratos íntimos de mulheres jovens realizando atividades simples, como ler ou costurar, frequentemente iluminadas pela luz da lâmpada. Talvez seu trabalho mais famoso seja o "Jovem lendo por uma janela". 

## Biografia

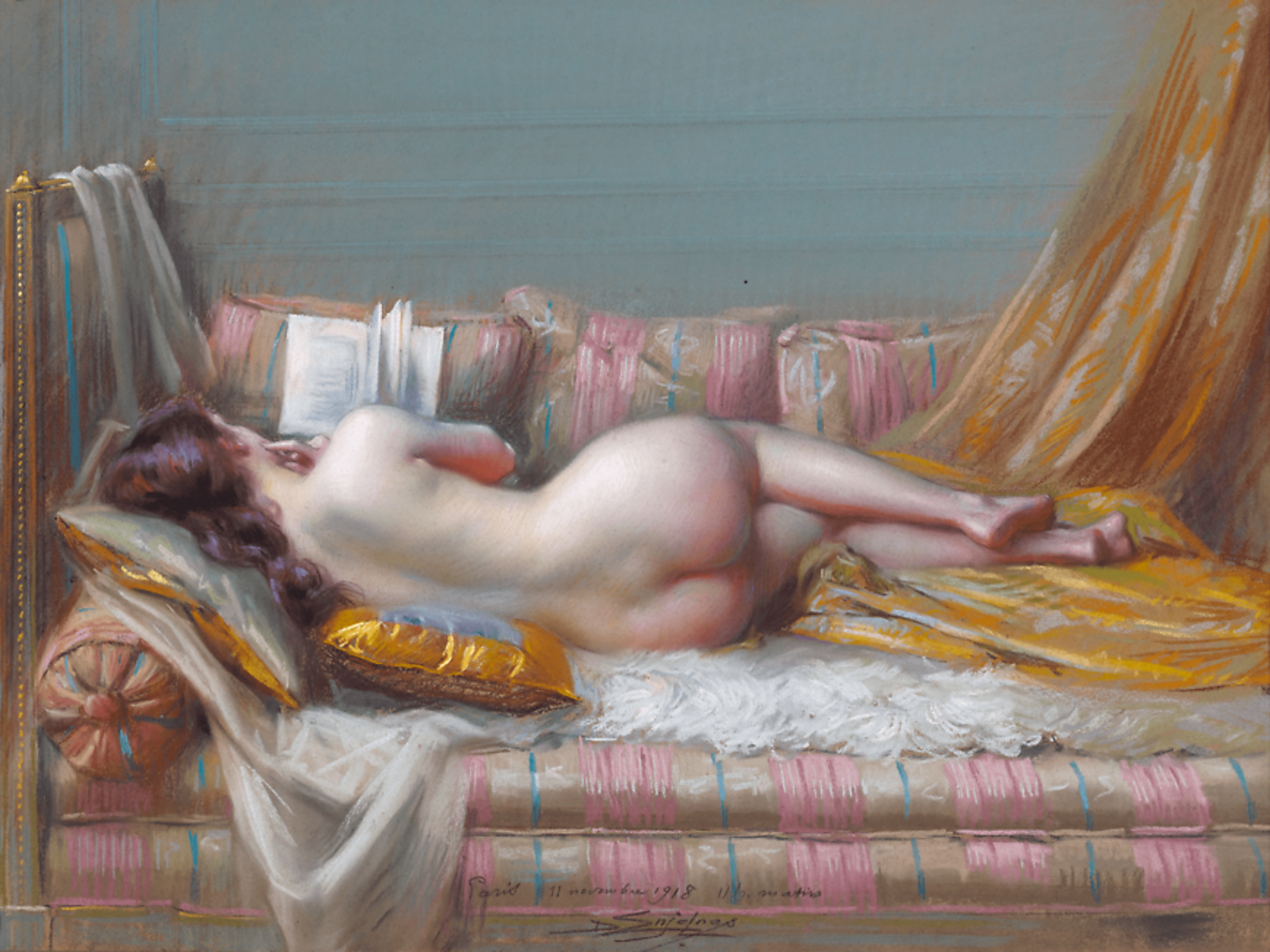
Nu Allongé

Enjolras nasceu em Coucouron, Ardèche, filho de Casimir Enjolras e Delphine Laurens. Estudou com o aquarelista Gaston Gérard na "École de Dessin da Ville de Paris", assim como Jean-Léon Gérôme na Beaux-Arts e Pascal Dagnan-Bouveret. Enjolras pintou principalmente paisagens em seu início de carreira; mais tarde ficou evidente que seu amor era por pintar mulheres. Ele mudou de gênero, concentrando-se principalmente no retrato de mulheres jovens elegantes, tanto por luz de lâmpada quanto por luz negra. Ele se tornaria um excelente pintor de nus, e muitos de seus trabalhos posteriores, como "La Sieste", são de natureza erótica e sensual. 
A partir de 1890, Enjolras expôs seus trabalhos no Salão de Paris, juntando-se à Société des Artistes Français em 1901. Além disso, o Musée du Puy e o Musée d'Avignon têm coleções de suas obras. 